# Esbarzer
L'esbarzer, albarzer o romeguera (Rubus ulmifolius) és una espècie de planta del subgènere Rubus (també anomenat Eubatus) dins del gènere Rubus i la família de les rosàcies. El seu fruit és la mora.

## Descripció
Es tracta d'una planta arbustiva sarmentosa, de tiges llargues, robustes, arcades, anguloses i amb forts aculis (punxes) amb forma de falç. És perenne semicaducifoli, resten moltes fulles a la planta durant l'hivern, les fulles són molt variables normalment amb de 3 a 5 folíols dentats de color verd fosc i glabres, a la part de dalt, i amb pèls blancs a la part de sota.
Les flors, rosades o blanques, estan agrupades en ramells paniculats i racemosos i apareixen de la fi de la primavera fins a començ d'estiu i són aprofitades per les abelles per a fer una mel molt apreciada i és un dels tipus que pot arribar a ser considerada, si la proporció del seu pol·len és suficient, mel monofloral.
Els fruits, formen una pluridrupa dita móra, verda al la primeria, després vermella i negra quan arriben a madurar, que és comestible i astringent. El gust també és variable pel que fa a acidesa i dolçor. El color negre del fruit distingeix els esbarzers de les altres dues espècies autòctones del mateix gènere, que tenen el fruit vermell quan és madur: el Rubus idaeus (la gerdera) i el Rubus saxatilis.

## Usos
La decocció de les fulles s'utilitza tradicionalment per les seves propietats antidiarreiques.
Els fruits, les mores, són molt populars, i s'utilitzen per a preparar pastissos, confitures, xarops i licors. Les flors són mel·líferes.

### Fitoquímica
Les móres contenen nombrosos compostos fitoquímics tals com Polifenols, flavonoides, antocianina, àcid salicílic, àcid el·làgic i fibra. L'antocianina produeix el color fosc del fruit.

## Ecologia
És la planta dominant de la majoria de bardisses.
Les espècies que trobem a les contrades mediterrànies del nostre país són Rubus caessius i, sobretot, Rubus ulmifolius, però als Països Catalans se'n troben catorze espècies autòctones, si bé, com que hi ha molts híbrids naturals la classificació exacta n'és problemàtica fins i tot per als botànics especialistes.
Ultra la reproducció sexual per via de les llavors de les móres, també s'estén vegetativament, ja que la mateixa planta enterra l'extrem de les tiges i forma una altra planta.
És planta indicadora de terrenys profunds i lleugerament humits. Es considera com vegetació invasora que ocupa grans extensions i no es destrueix ni tallant-la ni cremant-la. Tampoc no és fàcil d'eliminar-la amb herbicides, però puix que és una planta molt heliòfila no tolera l'ombra dels arbres, per això sempre es fa als marges dels boscos i camins.

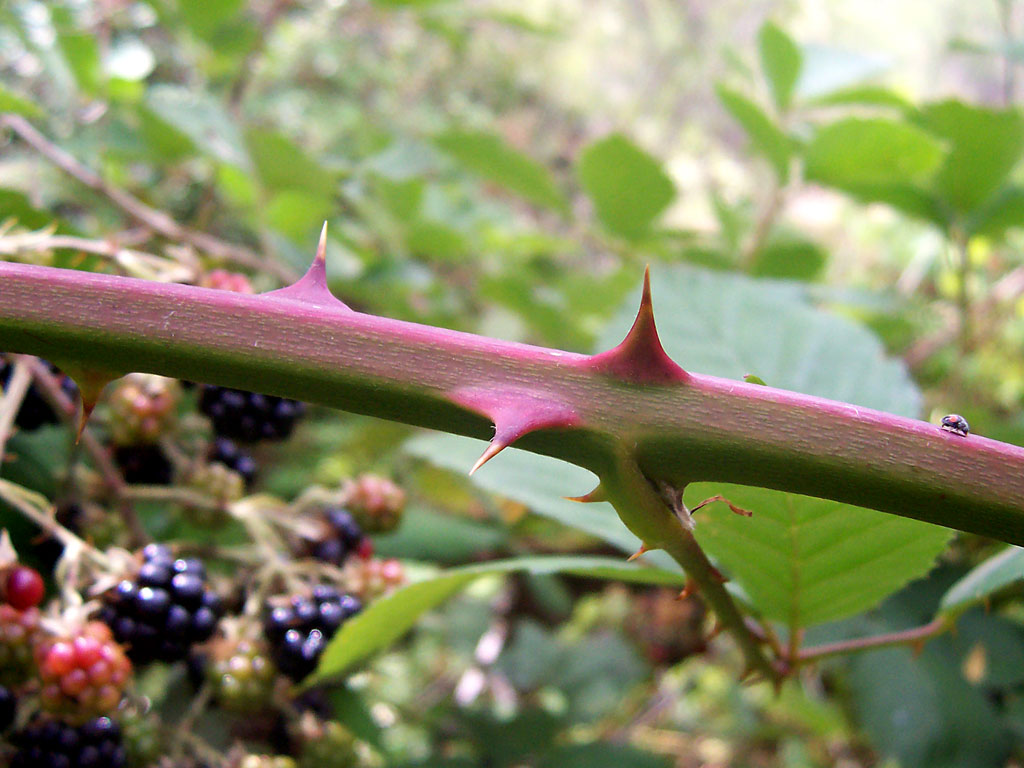
Detall de les pues.
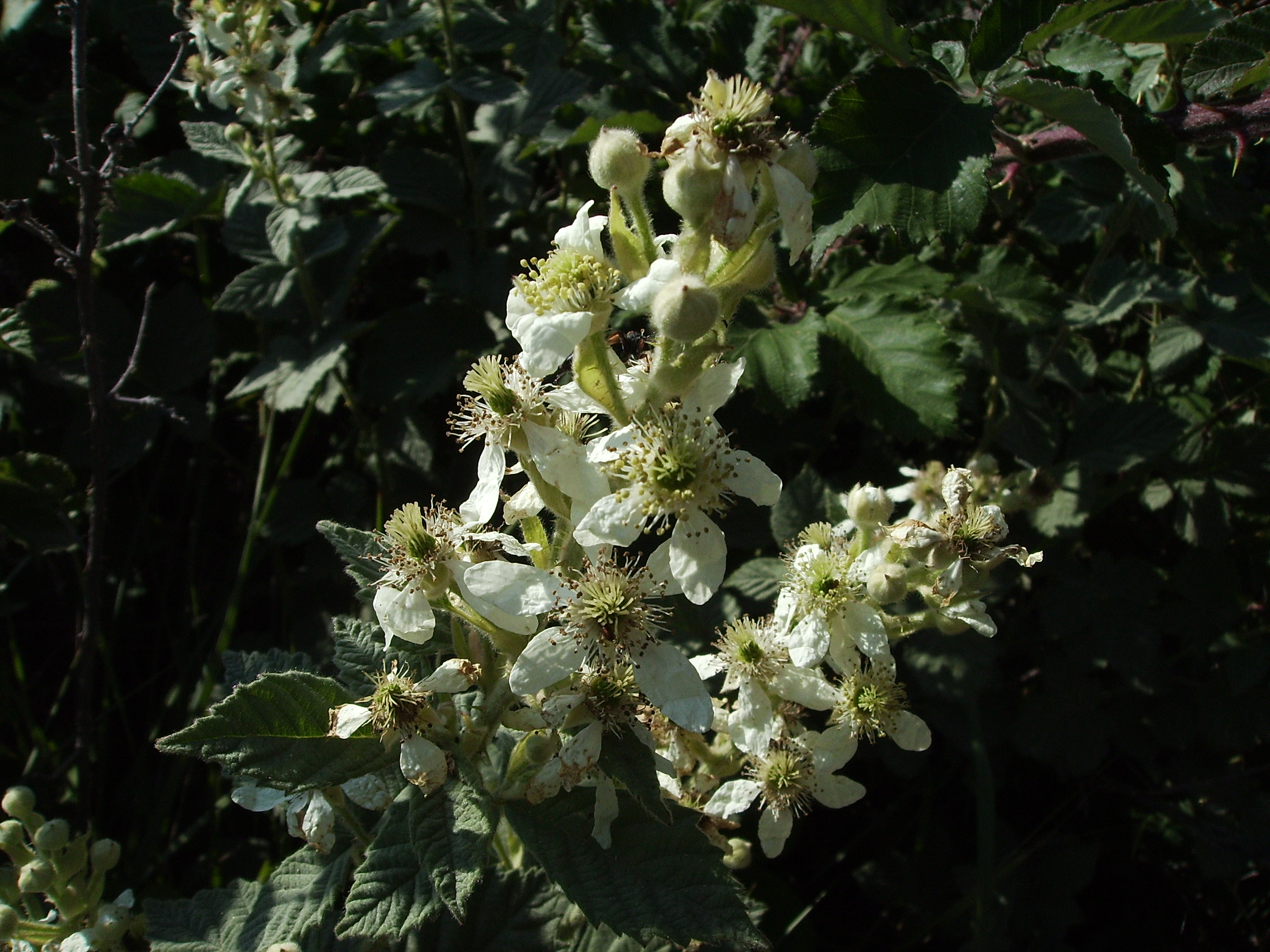
Esbarzer (Rubus ulmifolius) florit
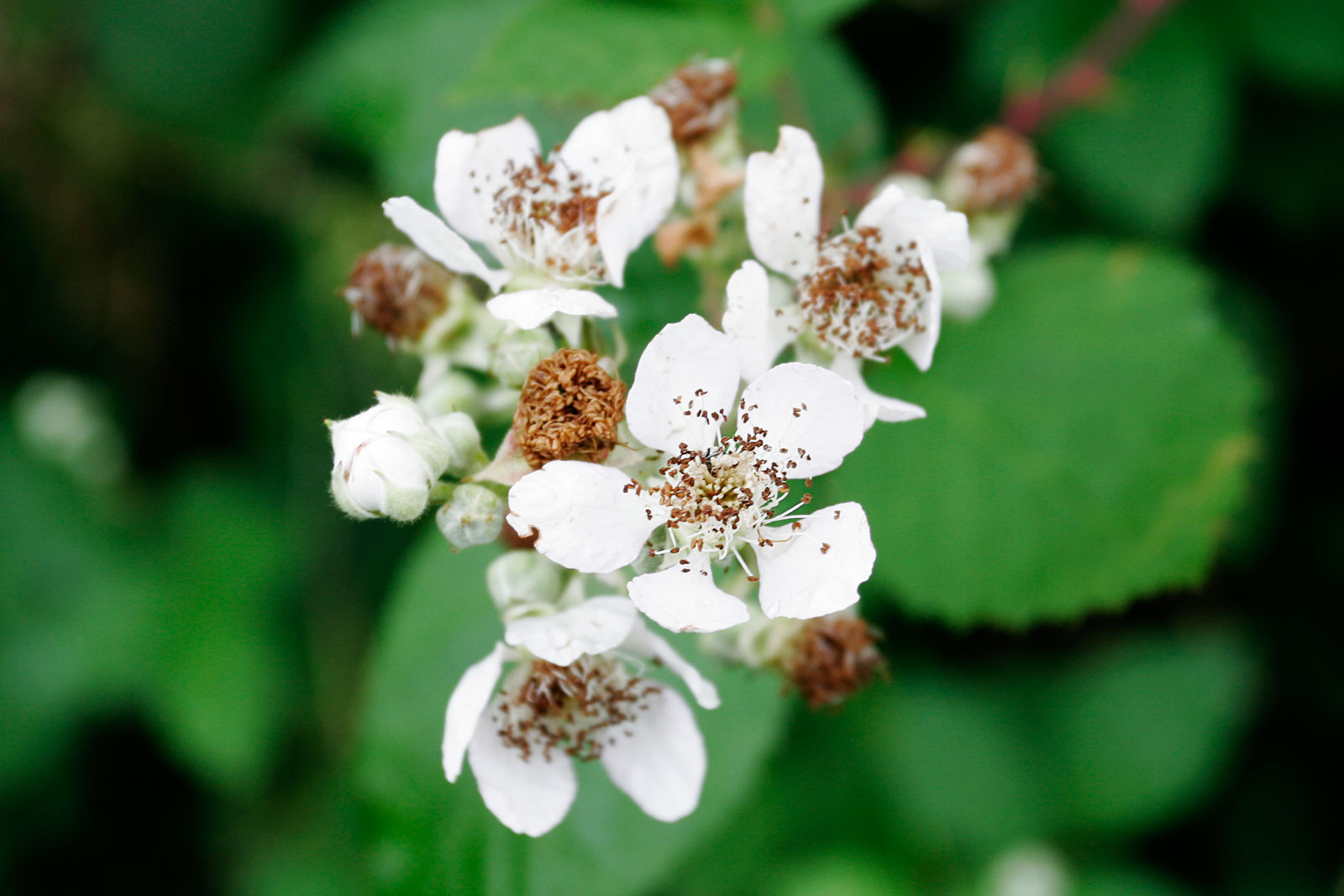
Detall de la flor.
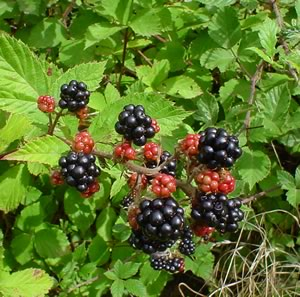
Detall del fruit.
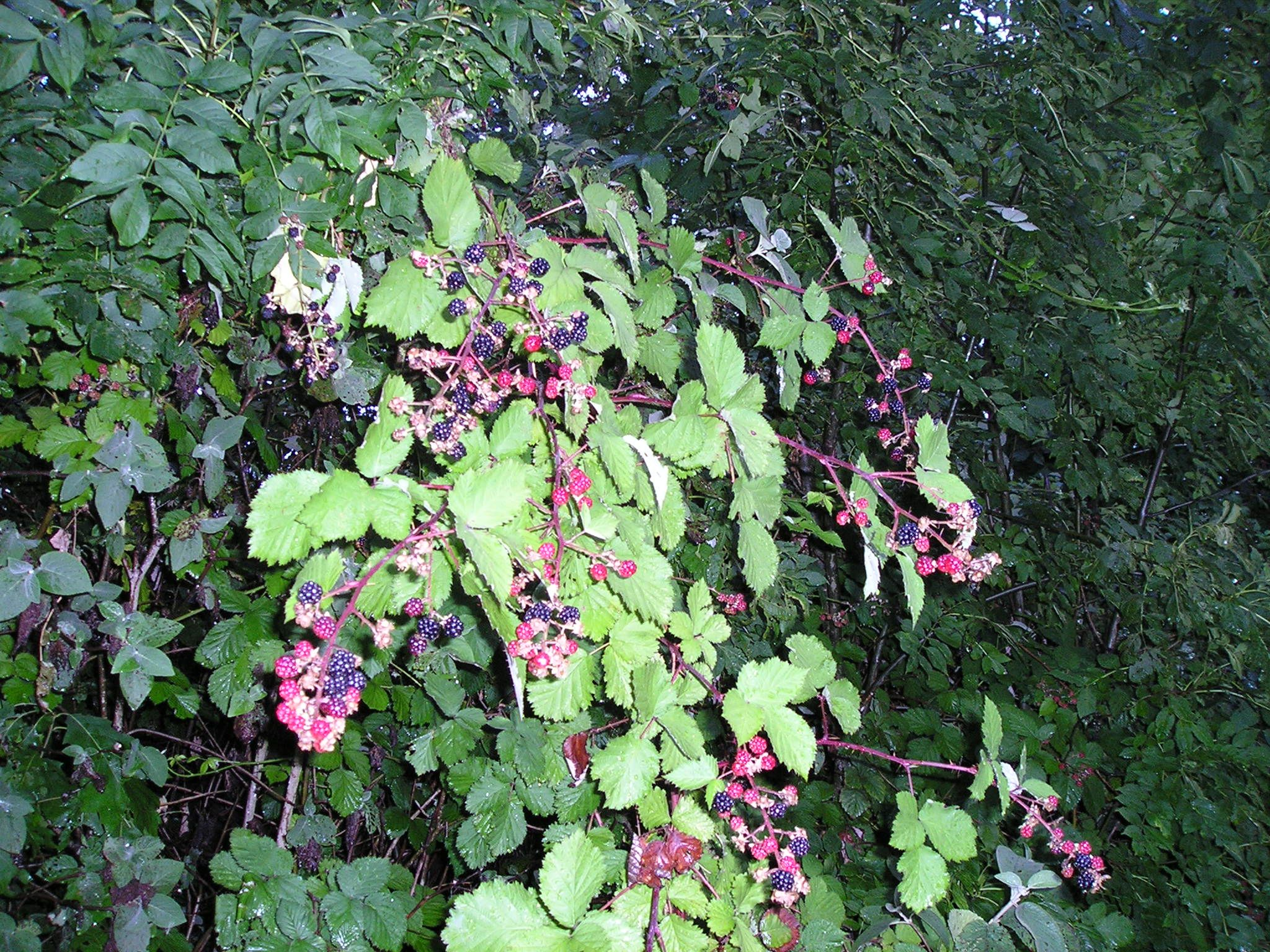
Esbarzer amb fulles, fruits i pues
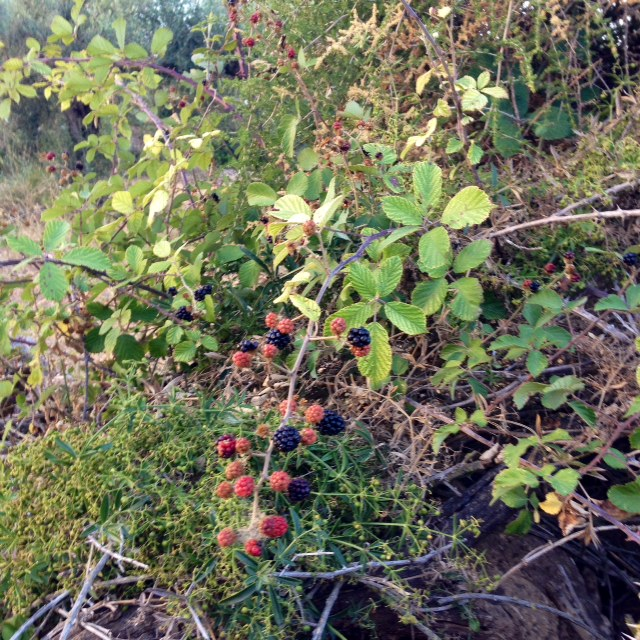
Detall del fruit de l'esbarzer